# حازم محمد (لاعب كرة قدم)
حازم محمد عبد الله عباس لاعب كرة قدم إماراتي من أصل أردني من مواليد الإمارات يلعب حالياً في نادي العين الإماراتي و منتخب الإمارات.